# Mohamed Ameur
Mohamed Ameur (* 11. November 1984) ist ein algerischer Geher. Ameur nahm an den Olympischen Spielen 2008 am 20-Kilometer-Gehen teil, das er in einer Zeit von 1:32:21 beendete und auf Platz 48 landete.